# ستيفن فيليبس
ستيفن فيليبس (30 مايو 1980 في أستراليا - ) (بالإنجليزية: Stephen Phillips)‏ هو لاعب كريكت أسترالي.

## وصلات خارجية
- ستيفن فيليبس على موقع إي آس بي آن كريك إنفو (الإنجليزية)